# 1949年バレーボール女子欧州選手権
1949年バレーボール女子欧州選手権は、1949年9月10日から9月18日にかけてチェコスロバキアのプラハで開催された、欧州バレーボール連盟主催の第1回バレーボール欧州選手権女子大会。出場国は7カ国。ソビエト連邦が初優勝を飾った。

## 出場国
- フランス
- ハンガリー
- オランダ
- ポーランド
- ルーマニア
- チェコスロバキア
- ソビエト連邦

## 最終結果
| 1949年女子欧州選手権優勝国 |
| -------------------------- |
| · ソビエト連邦 · 初優勝    |

| 順位 | 国               |
| ---- | ---------------- |
| 1    | ソビエト連邦     |
| 2    | チェコスロバキア |
| 3    | ポーランド       |
| 4    | ルーマニア       |
| 5    | フランス         |
| 6    | ハンガリー       |
| 7    | オランダ         |